# مدرسة أبناء عبد الله السليمان الحمدان
مدرسة أبناء عبدالله السليمان الحمدان؛ هي مدرسة أسسها الوزير عبدالله الحمدان في الخرج عام 1361هـ (1942م) وتُعد من أوائل المدارس النظامية الخاصة بمنطقة الرياض.

## التأسيس
بعد تكليف الوزير عبدالله الحمدان بمشروع زراعي ضخم قبل نشوب الحرب العالمية الثانية، قام بافتتاح مدرستين ابتدائيتين أحدها في الخرج والأخرى في مدينة السيح، لتعليم ابنائه وأبناء موظفيه. وقد أصبحت مدرسة متنقلة بإدارتها ومعلميها وتلاميذها تبعًا لتنقلات الوزير من وإلى الحجاز والرياض والطائف وخلال موسم الحج.

## التاريخ
عُين حمد الجاسر مشرفًا على المدرسة باتفاق مع الوزير عبدالله الحمدان عام 1360هـ (1941م)، والذي اختار لاحقًا شخصين مساعدين له في التعليم. تم تحديد موضع للمدرسة ملاصقًا لمكتب الوزير عبدالله، وهو عبارة عن حجرتين وبهو صغير أمامهما. لم يتعدى عدد طلابها على عشرين طالبًا.